# デイアライブ
株式会社デイアライブは、企業や店舗のWebプロモーション企画およびWebサービスの開発・運営を行なっている企業である。代表取締役CEOは今西建太（創業者）。
2011年7月14日、京都府京都市中京区に設立。以来、中小企業や店舗のWeb活用・Webプロモーションの企画を行い、ベッキーや福岡ソフトバンクホークス、池坊美佳などのWebプロモーションも手がける。2013年には、総務省が推進する事業のうち京都府及び京都市が選定を受けた、京都観光・防災アプリ（仮）等の開発実証へ参画。2013年5月には、Webサービス開発を行うと発表した。